# Phophi Ramathuba
Phophi Ramathuba (née le 15 août 1973 à Waterval (en) dans le Transvaal) est une femme politique sud-africaine. Membre du congrès national africain, elle est ministre de la Santé dès mai 2015 et première ministre de la province du Limpopo depuis juin 2024.

## Biographie

### Premières années et formation
Né à l'Hôpital Elim dans le township résidentiel de Waterval (en), Ramathuba grandit dans une famille de cinq enfants à Hlanganani (en) (aussi connu sous le nom de Spelonken) alors dans le sud de l'ancienne province du Transvaal. Elle fréquente l'école secondaire Mbilwi (en) et ensuite à l'université des sciences de la santé Sefako Makgatho (en) à Ga-Rankuwa (en) près de Pretoria. Complétant une formation en chirurgie, elle réalise ensuite un master en pharmacologie médicale à l'université de Pretoria. Elle poursuit ses études en complétant ensuite des cours liés aux domaines de la santé et de la gestion d'entreprise.
Ramathuba commence sa carrière en tant qu'interne à l'Hôpital de Mokopane. Peu avant son entrée en politique provinciale, elle occupe la charge de cheffe exécutive de l'Hôpital Voortrekker et siège au conseil de l'Association de SA Medical.

### Carrière politique
Membre de longue date du Congrès national africain, Ramathuba sert en tant que membre du comité exécutive du parti. Elle entre au parlement de la Législature provinciale du Limpopo (en) le 27 mai 2015 et est immédiatement nommée ministre de la Santé dans le conseil exécutif du premier ministre Stan Mathabatha (en) en remplacement d'Ishmael Kgetjepe (en),.
Réélue lors de l'élection provinciale de 2019 (en), elle est reconduite dans son ministère le 22 mai 2019.
En janvier 2022, Ramathuba fait face à des critiques après avoir déclarée à des écolières de l'école secondaire Gwenane à Sekgakgapeng (en) d'« ouvrir leurs livres et fermer leurs jambes »,.
Elle provoque à nouveau la critique après avoir déclaré à un patient zimbabwéen, dans une vidéo filmée à Bela-Bela, d'abuser et menacé de tuer le système de santé en traversant la Limpopo,. Des hommes politiques du EFF tels que Mbuyiseni Ndlozi (en) et Mmusi Maimane critique Ramathuba pour avoir humilié le patient et demande à la révocation de sa licence médicale.

### Première ministre
Suite aux élections nationales et provinciales de 2024, l'ANC nomme Ramathuba en tant que candidate pour succéder à Stanley Mathabatha au poste de premier ministre du Limpopo. Élue pour cette 7e législature, elle devient la première femme à occuper cette fonction,.